# 日本のヒップホップ
日本のヒップホップ（にほんのヒップホップ）では、日本のヒップホップについて解説する。
「ヒップホップ」は、1970年代にアメリカニューヨークで、「DJ」「ラップ」「グラフィティ」「ブレイクダンス」の4要素が融合して生まれた文化であるが、日本では「ラップ」が入った音楽を指すことが多い。

## 歴史

### 1980年代前半
小林克也やいとうせいこうは、早い段階でラップ/ヒップホップに取り組んでいた。スネークマンショーのメンバーだった小林克也は、あるスタッフにスクラッチとラップを聴かされ、パンクにやられたときと同じような衝撃を感じた。それですぐ、これをやりたいなとブロンディの「ラプチュアー」のアナログ盤をいじって「咲坂と桃内のごきげんいかがワン・ツゥ・スリー」を作り、1981年2月21日発売のアルバム『スネークマン・ショー』に収録した。反復フレーズに乗って登場する2人のキャラクターが何かと自慢しあう、同曲が「日本初のラップ」である。小林克也は「絶えず音楽を紹介しているから、新しいものが出てくると、僕なりに受け止める。最初のころのラップは『服をたくさん持っている』とひたすら自慢するとか、そういう感じの歌詞だったんです」述べている。
「咲坂と桃内のごきげんいかがワン・ツゥ・スリー」はまだ遊びだったが、本格的にラップをやりたいと思い、ザ・ナンバーワン・バンドを結成して、ラップをかなり研究した。当時はラップをやったら普通にやるとだいたいトニー谷みたいに「♪あなたのおなまえ、なんてえの?」みたいな変な日本語になる。まずそれを壊さなきゃダメだと考え、映画でハワイ帰りの日系アメリカ人が英語混じりのヘンな日本語を使っていたのを思い出し、トム・トム・クラブの「おしゃべり魔女」などニューヨークから入ってきたばかりの独特のリズムを導入して、広島弁で「うわさのカム・トゥ・ハワイ」というラップ曲を作り、1982年6月21日発売のアルバム『もも』に収録した等と話している。「うわさのカム・トゥ・ハワイ」は、曲はポップながら、移民の苦労や真珠湾攻撃など、反戦歌的内容を方言を用いてラップで自虐的に歌うという、その後の日本に於けるラップのプラットフォームを準備する楽曲となった。
桑田佳祐も「自身のラップの起源は『うわさのカム・トゥ・ハワイ』」と述べており、クリス・ペプラーも「『うわさのカム・トゥ・ハワイ』の前には日本にラップはなかった。『うわさのカム・トゥ・ハワイ』が日本で最初のラップ」と述べている。宇多丸も「『咲坂と桃内のごきげんいかがワン・ツゥ・スリー』は日本語ラップとしてはかなり早い事例」と論じている。小林は日本語ラップの先駆けと評価される。いとうせいこうも「咲坂と桃内のごきげんいかがワン・ツゥ・スリー」はラップと話しており、スネークマンショーに大きな影響を受け、自身が初めて手掛けた1985年12月21日発売されたアルバム『業界くん物語』を制作する際も参考にしたと話している。いとうは「『咲坂と桃内のごきげんいかがワン・ツゥ・スリー』はトム・トム・クラブ的なちょっとファンク寄りのなところにラップが乗ってくる解釈だったと思う。それはヒップホップの可能性の一つだと思っている」などと論じている。「咲坂と桃内のごきげんいかがワン・ツゥ・スリー」は1981年2月21日リリースで、まだトム・トム・クラブはデビューしておらず、同曲はトム・トム・クラブよりも早い。
1981年12月5日、シングル「邦子のかわい子ぶりっ子（バスガイド篇）」が発売される。この中で山田邦子がバスガイドネタとともにラップを披露している。
1983年7月30日、映画『フラッシュダンス』が日本で公開される。劇中のROCK STEADY CREWによるストリートダンスに影響されたFUNKY JAM（FUNKY JAM BREAKERS）や、TOKYO B BOYSのCRAZY-A、Dr.Tommy率いるB ★5 CREWらがブレイクダンスを始める。
1983年8月に発売されたハービー・ハンコックのアルバム『フューチャー・ショック』からのシングルカット「Rockit」は、インストゥルメンタルだが、スクラッチをフィーチャーした最初のヒット曲とされ、ミュージックビデオも有名で、日本のテレビの洋楽紹介番組やラジオ等でもよくかかった。ただ、いとうせいこうは、実際にスクラッチを見たのは、1985年12月の『業界くん物語』制作時と話している。
1983年10月8日、映画『ワイルド・スタイル』が日本で公開され、監督と34名の出演者が来日する。プロモーションとして『森田一義アワー 笑っていいとも!』や『11PM』など、東京の日比谷、大阪ディスコでのショータイム等のイベントやテレビにも出演し、日本のヒップホップシーンを作り出すきっかけとなる。
1984年5月に佐野元春が、アルバム『VISITORS』を発表。収録曲の「COMPLICATION SHAKEDOWN」をはじめ、メジャーレーベル系ミュージシャンとしては初となる日本語を取り入れたラップである。
1984年6月23日には、『ブレイクダンス』が日本で公開され、公開初日の上映前に映画館で日本ヘラルドからオファーを受けてB★5 CREWがショーを行い、公開に伴うイベントではFUNKY JAMがナイキをスポンサーに各地のイベントに周った。
1984年11月25日に、吉幾三の8枚目のシングル「俺ら東京さ行ぐだ」が発売され、オリコンチャートで年間21位を記録する。
1984年12月8日に『ブレイクダンス2』も公開され、上映イベントでは映画出演者の主人公の主役達とFUNKY JAMがデモンストレーションを実演した。
12月にはハードコアボーイズが、桑原茂一プロデュースのシングル「ほうらいわんこっちゃねぇMIX」を発売する。これが日本で初めて販売されたリミックス（メガミックス）である。

### 1980年代後半
1985年、高木完と藤原ヒロシがタイニー・パンクスを、モンチ田中らがDJグループM.I.D.を、dj honda、DJ KOOらがリミキサーグループThe JG'sを結成する。同年10月25日、近田春夫がPresident BPM名義で1枚目のシングル「MASS COMMUNICATION BREAKDOWN」を発売する。同年12月21日、いとうせいこうがアーティスト・プロデューサーとして初めて手がけたアルバム『業界くん物語』を発売し、ヤン富田、藤原ヒロシ、DJ K.U.D.O.、Dub Master X、屋敷豪太らが参加した。いとうはこのレコーディングで試みたサンプリングを繋ぐトラック制作はそれまでは無かったと思うと話している。同年、川畑満男が渋谷に「HIP HOP」というクラブをオープンし、DJ YUTAKAがレギュラーでプレイした。原宿ではTOKYO B BOYS、B★5 CREW、ミスティックムーバーズに代わり、B-ROCK CREW等が活動を始める。アフリカ・バンバータが来日した際は、ステージ下でブレイクダンスバトルが行われた。横浜山下公園ではFUNKY JAM BREAKERSの「FLOOR MASTER」こと村山タカシが自身のStreetネームに「S」の文字を付け加え「FLOOR MASTERS」を結成した。
1986年8月10日には「FUNKY SOUL DANCE FESTIVAL '86」にて日本のBboy伝説と語り継がれる日本初ALL JAPAN BREAKING BATTLEが東京千代田区(赤坂見附)の星稜会館ホールで行われた。
1986年にアメリカのヒップホップ・グループ・Run-D.M.C.が「ウォーク・ディス・ウェイ」を大ヒットさせ、RUN DMC JAPAN TOUR'86初日の神戸公演12月18日(木)神戸ワールド記念ホールでは、FLOOR MASTERSがLIVE中にホール後方ステージ下でBREAKINGバトルが行われた。来日した際にはプロモーションで『森田一義アワー 笑っていいとも!』にも出演しており、「ウォーク・ディス・ウェイ」のパフォーマンス中でタモリが出鱈目な中国語ラップを披露している。
また、いとうせいこう&タイニー・パンクスが1986年9月21日に1枚目のアルバム『建設的』を発売する。JAGATARA、MUTE BEAT、トマトス、S-KENら4組のバンドが、インクスティック芝浦ファクトリーで「東京ソイソース」を開始する。ライブとライブの間にDJが入るという初めての試みをし、いとうせいこう&TINNIE PUNX、ランキンタクシー、近田春夫、ECD等が出演した。
1987年7月、とんねるず司会『夕やけニャンニャン』スーパーターボと踊ろうのダンスコーナーにて、地上波初の勝者側へ手を上げるバトルジャッジ方式が取り入られFLOORMASTERSのブレイクダンスが5週間連続で最期まで勝ち続けた。RUN DMCの来日を切っ掛けにラップ新世代が台頭し、日本でもそれに呼応して様々なラップがシーンを賑わせた。
1987年、近田春夫がVIBRASTONEを結成。ECDがベスタクス主催のオールジャパンオープンDJバトルコンテストで優勝する。同年、パブリック・エネミー等が来日。
1988年、中西俊夫、高木完、藤原ヒロシ、屋敷豪太、DJ K.U.D.O.らがレコードレーベル「MAJOR FORCE」を設立し、DJ Underground Contestを開催する。第一回目の優勝者はレゲエDJのChappie、第二回目の優勝者はDJ KRUSH+MUROで特別賞はスチャダラパー。このコンテストは計3回行われ、TWIGYと刃頭のグループBEATKICKS、B-FRESHの前身グループB FRESH 3、DRAGON & BIKKE、GAKU-MC、DJ SEIJI(SPC)、GASBOYS、A.K.I.、MAZZ & PMX、ROCK-TeeとUJTによるDEF BEAT等が出場していた。
1989年、ニュージャックスウィングが流行し、テレビ朝日系列でダンス番組『DADA L.M.D.』の放送が始まる。また、ZOOの初期メンバーであったKAZUとJJAY Yが日本人として初めて『ソウル・トレイン』に出演し、ジェフリー・ダニエルのバックダンサーを務めた。同年、ECDが「CHECK YOUR MIKE」を開催。BOY-KEN、Hi-TECTH GROOVE、A.K.I PRODUCTIONS、MAZZ & PMX、TUFF NUTS等が出演した。また、Rhymesterが結成される。

### 1990年代前半
1990年5月5日、スチャダラパーが1枚目のアルバム『スチャダラ大作戦』を、MAJOR FORCEから発売する。さらに、TOKYO No.1 SOUL SET、脱線3、TONEPAYS（かせきさいだぁ≡）、四街道ネイチャー、A.K.I. Production等と、リトル・バード・ネイション結成。1990年代には下町兄弟、四街道ネイチャーらの新しいラップ・グループが登場した。
1991年、高木完がアルバム『Fruit Of The Rhythm』でEPICソニーより、スチャダラパーがアルバム『タワーリングナンセンス』でキューンソニーより、B-FRESHがアルバム「Brown Eyed Soul」でKING RECORDSよりそれぞれメジャーデビュー。同年、日本テレビ系列『天才・たけしの元気が出るテレビ!!』で、「ダンス甲子園」が始まる。LL ブラザーズ、ZOO等が出演する。また、KRUSH POSSE、TOKYO No.1 SOUL SET等の「Chain Gang」、リトル・バード・ネイションが「LBまつり」をスタートする。ECDも「CHECK YOUR MIKE コンテスト」を開催し、第一回目はリボルド・サフレイジが、翌年の第2回大会ではイエロー・モンキー・クルーが優勝する。その他、TONEPAYS、キミドリ、T.A.K The Rhymehead、MC ICHI、INOVADERのグループ3A BROTHERS、POWER RICE CREWも輩出。ZINGI、Rhymester、EAST END、MELLOW YELLOWは「Young MC's In Tow」を、CRAZY-Aは「WATCH ME」を開催する。
1992年、DJ Doc.holiday（須永辰緒）によるレーベル「RHYTHM」が発足。同レーベルからYOU THE ROCK & DJ BENやGAS BOYSがデビュー。
EAST ENDがアルバム「Beginning of the END」をリリース。
dj hondaが、DJ Battle World Supremacyにて準優勝を果たす。同年、グルーヴガーデンがトミーボーイからシングルを発売し、全米ツアーを敢行。ザ・ルーツ、2パック、フーシュニケンズ、ブラックシープ、ディガブルプラネッツ等と共演。また、MURO、TWIGY、DJ GO等がMICROPHONE PAGERが結成。日本のヒップホップのオーバーグラウンド進出へのカウンタームーヴとしての活動を始める。ECDは1枚目のアルバム『ECD』を発売する。下北沢のZOOで、「スラムダンクディスコ」が開催される。YOU THE ROCK & DJ BEN、ECD、RHYMESTER、MICROPHONE PAGER、キミドリ、POWER RICE CREW、MELLOW YELLOW等が出演した。
1990年代には子供の歌にもラップ曲が登場した。NHKの『おかあさんといっしょ』1992年7・8月のうたとして、ラップ調の「ブレーメンのおんがくたい」が放送された。
1990年代に入ると女性アイドルによる本格的なラップ曲が登場する。1992年7月8日、東京パフォーマンスドールに所属し、後にEAST END×YURIとして活動する市井由理がラップパートのあるシングル曲である『おちゃめなジュリエット』を発表する。続いて1993年には東京パフォーマンスドールの内部ユニットであるVIVA!がラップパートのあるシングル曲である『ひらき直りも芸のうち』を発表する。東京パフォーマンスドールにおけるラップ導入の試みは後のEAST END×YURI登場の下地となって行く。
1993年4月25日、RHYMESTERが1枚目のアルバム『俺に言わせりゃ』を発売する。本作の収録曲「FUNKY GRAMMAR」にEAST ENDとMELLOW YELLOWが客演したことにより、後にRIP SLYMEやKICK THE CAN CREW等も輩出するFUNKY GRAMMAR UNITが結成され、「F.Gナイト」を開催する。同年10月23日、キミドリが1枚目のアルバム『キミドリ』を発売する。同年11月21日、m.c.A・Tの1枚目のシングル「Bomb A Head!」が発売され、アルバム『m.c.A・T』と共に中高生を中心にヒットする。同年、キングギドラやラッパ我リヤが結成される。また、Run DMC、アイス・キューブ等が来日する。
GASBOYSがアルバム「バカ&シロート」でメジャーデビュー。
YOU THE ROCK & DJ BENがMICROPHONE PAGERと共にレーベル「BATTLE OF HIPHOP」を立ち上げ、コンピレーションアルバム「REAL TIME COMPACT」をリリース。
1994年3月9日、スチャダラパーと小沢健二のシングル「今夜はブギー・バック」が、同年8月21日、EAST END×YURIの1枚目のシングル「DA.YO.NE」が発売され、共にヒットした。前者は累計50万枚以上を、後者は日本のヒップホップミュージックとして初めてミリオンセラーを記録する。これらのヒット曲によりラップが一般層にも認知されるようになる。同年7月21日、脱線3が大阪弁で歌うラップアルバム『バチルカ』が発売され、自主製作盤ながら1万枚を売り上げる。また、DJ KRUSHがイギリスでヒップホップをインストゥルメンタルとして表現する。この動きが後に欧州を中心としたトリップ・ホップのブームへと結びつく。「HIPHOP最高会議」が代々木公園で行なわれる。出演はECD、ILLICIT TSUBOI、MICROPHONE PAGER、RHYMESTER、キミドリ、MAZZ&PMX、DS455、GAS BOYS、UJT等。

### 1990年代後半
1995年、LAMP EYEがシングル「証言 featuring RINO, YOU THE ROCK★, G.K.MARYAN, ZEEBRA, TWIGY, GAMA, DEV-LARGE」を発売する。2月13日、EAST END×YURIが2nd Single『MAICCA -まいっか-』を発売し、前作「DA.YO.NE」に引き続き2作連続ミリオンセラーを達成。
RIP SLYMEがアルバム『Lip's Rhyme』でインディーズデビュー。12月10日には、キングギドラがアルバム『空からの力』でデビュー。EAST END×YURIの「DAYONE」、「MAICCA」が新語・流行語大賞にノミネートされ、この年のNHK紅白歌合戦にも出場する。
1996年、MCのMACCHOとDJのDJ TOMOの2人でOZROSAURUSを結成。同年4月24日、YOU THE ROCK★が1枚目のアルバム『THE SOUNDTRACK '96』を発売する。ECD、TWIGY、LAMP EYE、Mummy-D、DEV LARGE、HAB I SCREAM、E.G.G.MAN、UZI、MACKA-CHIN、HAC、DJ TSUTCHIE、DJ MASTERKEY、DJ MAKI、DJ WATARAI、INOVADER等数多くのプレイヤーが参加し、クラシックとなった。同年5月22日、BUDDHA BRANDが1枚目のシングル「人間発電所」を発売する。7月7日、ECDが日比谷野外音楽堂にて「さんピンCAMP」を開催する。約4000人を動員し、後にビデオ、DVD化された。翌週7月14日、スチャダラパーが日比谷野外音楽堂にて「大LBまつり」を開催する。12月18日、コンピレーションアルバム「THE BEST OF JAPANESE HIPHOP vol.7」が発売。収録曲「カンケリ」で当時バラバラで活動していた、KREVA、LITTLE、MCUがコラボレーション。このコラボがきっかけでKICK THE CAN CREWを結成。
1996年12月6日、元PSY・Sの松浦雅也が率いる七音社からPlayStation用ゲームソフトとして『パラッパラッパー』が発売され、大ヒットする。パラッパラッパーはヒップホップというジャンルを身近にしただけでなく、音楽ゲームの元祖にもなった。
1997年1月25日、OZROSAURUSがミニアルバム「ライム・ダーツ」でメジャーデビュー。
4月23日、BUDDHA BRANDが『ブッダの休日』を発売する。チルヒップホップの名曲として世に広まる。同年7月25日、ZEEBRAがシングル『真っ昼間』を発売し、ソロメジャーデビュー。同年8月、CRAZY-Aが代々木公園にて「B-BOY PARK」を開催。以降、毎年8月の恒例イベントとなる。8月21日、KICK THE CAN CREWがシングル「タカオニ」でインディーズデビュー。
1998年2月21日、RIP SLYMEが2ndアルバム『Talkin' Cheap』を発売し、同アルバムに収録されている曲「Searchin」のコラボを切っ掛けにSUがメンバーに加入。4MC+1DJの形態となる。6月10日、熊本県の餓鬼レンジャーが、1枚目のアルバム『リップ・サービス』を発売する。9月25日、ラッパ我リヤが初アルバム「SUPER HARD」を走馬党Entertainmentからリリース。10月24日、m-floが「The Way We Were」をリリースし、インディーズデビュー。
1999年4月28日、Soul Screamが2枚目のアルバム『The positive gravity〜案とヒント』を発売する。代表曲である「蜂と蝶」を収録。同年7月23日、Dragon Ashが3枚目のアルバム『Viva La Revolution』を発売する。ヒット曲「Grateful Days featuring. ACO,ZEEBRA」等、ラップミュージックが多数収録された。7月7日、m-floが「the tripod e.p.」でメジャーデビュー。オリコン9位を記録。
7月20日、RHYMESTERが3枚目のアルバム『リスペクト』を発売する。同年の朝日新聞の記事で同アルバムを封建主義的と批判。宇多丸は雑誌Blastの中で取材不足と反論。9月8日、Sugar SoulがDragon Ashのkjを客演したシングル『Garden』を発売する。90万枚以上を売り上げる。9月8日、DJ OASISが「地下から... feat. ZEEBRA / ILLリーガルドラッグ feat. RAPPAGARIYA」でソロデビュー。9月15日、札幌市のTHA BLUE HERBが1枚目のアルバム『STILLING,STILL DREAMING』を発売する。10月1日、g-ton、DJ MITSU、crystal boyの3人でnobodyknows+が結成される（当時のユニット名は「nobody knows」)。12月15日、ケツメイシが「こっちおいで」でインディーズデビュー。GAZOO.com CMに起用される。

### 2000年代前半
2000年2月15日、三軒茶屋の妄走族が1枚目のアルバム『君臨』を発売する。3月23日、ZEEBRAがシングル「MR.DYNAMITE」をリリース。この発売を機に音楽番組『ミュージックステーション』、『HEY!HEY!HEY!』、『COUNTDOWN TV』に出演し話題を呼ぶ。4月21日、ラッパ我リヤが「Do the GARIYA thing」でメジャーデビュー。DOBERMAN INC.がWEST HEADのメンバーであるKUBO-C、GS、P-CHO＋トラックメイカーのBACHLOGICを介してTomogen、MABを加え、グループを結成、大阪を拠点に活動を開始する。
7月27日、横浜市のDS455が1枚目のアルバム『BAYSIDE RIDAZ』を発売する。8月29日、nobodyknows+が「nobody knows」をリリースしインディーズデビュー。地元名古屋HMVで4位にチャートインする。10月7日、NITRO MICROPHONE UNDERGROUNDが1枚目のアルバム『NITRO MICROPHONE UNDERGROUND』を2万枚限定発売し、即完売する。これを受けて同作をDef Jam Japanから再発売し、15万枚を売り上げる。同年、YOU THE ROCK★が日比谷野外音楽堂にて「HIP HOP ROYAL 2000」を開催する。KAMINARI-KAZOKU.、RHYMESTER、K DUB SHINE、ZEEBRA、スチャダラパー、SOUL SCREAM、OZROSAURUS、NITRO MICROPHONE UNDERGROUND、妄走族、WORD SWINGAZ等が出演した。また、フジテレビ系列のテレビ番組、『森田一義アワー 笑っていいとも!』にZEEBRA、YOU THE ROCK★、ラッパ我リヤ、RHYMESTERが出演。宇多丸は番組司会のタモリとモーニング娘。のメンバーである加護亜依について討論する。
2001年2月15日、DABOがシングル『拍手喝采』でDef Jam Japanよりメジャーデビュー。同年3月22日、RIP SLYMEがシングル「STEPPER'S DELIGHT」でメジャーデビュー。10万枚を売り上げる。4月25日、横浜市のOZROSAURUSが1枚目のアルバム『ROLLIN'045』を発売。8万枚を売り上げる。同じく4月25日にケツメイシがシングル「ファミリア」でメジャーデビュー。オリコン36位を記録。5月9日、スケボーキングが小田和正の「ラブ・ストーリーは突然に」をサンプリングしたシングル『TOKIO LV』を発表。オリコン10位を記録。 5月23日、KICK THE CAN CREWが「スーパーオリジナル」でメジャーデビュー。8月9日、KICK THE CAN CREWのKREVAがB-BOY PARK MC BATTLEにて3連覇を達成。11月7日、マイカデリックがアルバム『娯楽の殿堂』でcutting edgeよりメジャーデビュー。11月17日、RHYMESTERが「ロイヤル・ストレート・フラッシュ」でメジャーデビュー。11月28日、Steady&Co. がアルバム『CHAMBERS』 を発売する。34万枚を売り上げる。12月5日、RINO LATINA II がアルバム『Carnival of Rino』を発売する。
2002年、キングギドラが6年振りに再結成し、4月10日に再結成第1、2段シングル「UNSTOPPABLE」、「F.F.B.」をリリースし、『ミュージックステーション』、『HEY!HEY!HEY!』、『COUNTDOWN TV』等音楽番組に出演するなど話題を呼ぶ。そんな中「UNSTOPPABLE」収録曲「ドライブバイ」と「F.F.B」の歌詞に不適切な歌詞があったとされ、両シングルの発売停止に至った。またその年発売されたアルバム『最終兵器』に収録曲されている「公開処刑 feat. BOY-KEN」では、ZEEBRAから降谷建志に対する名指しのDIS、K DUB SHINEからRIP SLYME、KICK THE CAN CREWに対する暗喩なDISが行われた。1月23日、Dragon Ashがシングル曲「Life goes on」を発売する。盗作騒ぎもあったものの、ソフトバンクのCMに起用され、売上は80万枚を突破。同年発売された「FANTASISTA」も40万枚以上もの売上を見せるが、上記のキングギドラのDISにより、1年ほどDragon Ashは音源を発表しなくなる。2月22日、Shing02が2枚目のアルバム400を発売する。3月27日、S-WORDがシングル「KROS OVA'＜斬＞-swisherz deftime fliez-」でDef Jam Japanよりメジャーデビュー。4月24日麻波25が『SONS OF THE SUN』をリリース。ポカリスエットCMソングに起用され、32万枚のヒットを記録。4月28日、THINK TANKがBLACK SMOKER RECORDSを設立し、1枚目のアルバム『BLACK SMOKER』を発売。5月22日、Tha Blue Herbが2枚目のアルバム『Sell Our Soul』を発売する。自身らへのDIS曲と言われたRHYMESTER の『ウワサの真相』へのアンサー曲も収録。6月10日、新宿のMSCが1枚目のアルバム『帝都崩壊』を発売する。6月25日、大阪のDOBERMAN INC.が1枚目のアルバム『DOBERMANN』を発売する。プロデュースはBach Logic。7月10日、大阪の韻踏合組合が1枚目のアルバム『CRITICAL 11』を発売する。7月24日、RIP SLYMEがヒット曲「楽園ベイベー」などを収録した『Tokyo Classic』を発売する。日本レコード協会から100万枚出荷したアルバムの認定を受ける。8月9日、札幌市のMIC JACK PRODUCTIONが1枚目のアルバム『SPIRITUAL BULLET』を発売する。メンバーのShren The Fire、BIG JoeはかつてBoss The MCとラッパーズロックというグループを結成していた。12月18日、名古屋市のM.O.S.A.D.が1枚目のアルバム『THE GREAT SENSATION』を発売する。DJ KENTAROがDMC World DJ Championships Finalにおいてアジア人と初めて世界チャンピオンとなる。
2003年、EAST ENDが活動再開。11年振りに発売したアルバム『Beginning of the Endless』は、FUNKY GRAMMAR UNITの全員に加え、CRAZY-A、童子-T等が参加した。高田馬場の降神が自主制作アルバム『降神』を発売する。1月22日、SOUL'd OUTがシングル「ウェカピポ」でメジャーデビュー。2月19日 にnobodyknows+がアルバム『nobody knows3』をリリースし、メジャーデビュー。7月20日、RIP SLYMEが国営昭和記念公園でヒップホップ界初の野外ライブを行う。EXILEのMAKIDAI、USAが率いる派生ユニット、RATHER UNIQUEが結成される。
2004年3月、4月7日、KAMINARI-KAZOKU.が結成10年目にして初めてのアルバム『330 〜more answer no question』を発売する。2004年4月、スペースシャワーTVの音楽番組『BLOCKS』内でK DUB SHINEと宇多丸による「第三会議室」が放送開始。5月26日、nobodyknows+がシングル「ココロオドル」をリリースしオリコン初登場5位を記録。同年の紅白歌合戦にも出場。6月、KICK THE CAN CREWが活動休止を発表。7月14日、K DUB SHINEが3枚目のアルバム『理由』を発売する。本作の収録曲「来たぜ」が原因となり、DEV LARGEとのビーフが起きた。インターネットで公開されたDEV LARGEのアンサーソング「ULTIMATE LOVE SONG」、K DUB SHINEのアンサーソング「1 THREE SOME」、DEV LARGEのアンサーソング「前略ケイダブ様」は、後にミックスCD等にバージョン等を変えて収録されている。8月21日、Nujabesが1枚目のアルバム『Metaphorical Music』を発売する。世界中に知名度を広め、テニスプレイヤーの錦織圭も愛聴していると発言。 8月25日、NITRO MICROPHONE UNDERGROUNDが2枚目のアルバム『STRAIGHT FROM THE UNDERGROUND』を発売し、オリコンチャートで週間4位を記録。9月8日、加藤ミリヤが1枚目のシングル「Never let go/夜空」を発売する。「夜空」はBUDDHA BRANDの「人間発電所」をサンプリングしており、リミックスにはDEV LARGE等が参加している。9月8日、KREVAがソロとしてメジャーデビューとなるシングル「音色」を発売する。11月22日、M.O.S.A.D.のTOKONA-Xが急逝（享年26歳）。DJ AKAKABEがDMC世界チャンピオンとなる。大阪のヒューマンビートボクサー、AFRAがFUJI XEROXのCMに起用される。また、同年Prefuse73の共作アルバム『Digital Breath』を発売する。SEEDAとDJ ISSOがMix CDのシリーズ『Concrete Green』を発売し始める。L-VOKAL、SD JUNKSTA、ISH-ONE、4WD、Monjuらが知られるようになる。

### 2000年代後半
2005年7月13日、安室奈美恵が7枚目のアルバム『Queen of Hip-Pop』を発売。約50万枚を売り上げた。11月23日、DEV LARGEが「"D.L presents THE SINGLE ; MUSIC REVOLUTION β」を発売し、D.L名義でのソロ活動を開始。B BOY PARK2002 MC BATTLEの優勝者漢a.k.a.GAMI等が、ULTIMATE MC BATTLEを開催。カルデラビスタが初代チャンピオンとなる。現在は漢a.k.a.GAMIに代わり晋平太等が運営している。
2006年2月1日、KREVAが2枚目のアルバム『愛・自分博』を発売し、日本人ラッパーとして初めてオリコンチャート週間1位を記録する。9月2日、SCARSが1枚目のアルバム『THE ALBUM』を発売する。9月20日、SEAMOが2枚目のアルバム『Live Goes On』を発売し、オリコンチャート週間1位を記録する。SEAMOはこの年のNHK紅白歌合戦にも出場した。12月27日、SOUL'd OUTがベストアルバム『Single Collection』を発売し、オリコンチャート週間2位を記録。12月13日にはANARCHYが1枚目のアルバム『Rob The World』を発売する。この年の「DMC WORLD DJ CHAMPIONSHIPS 2006」ではDJ CO-MAが優勝し、世界一となった。
2007年1月28日、トゥニカ（アメリカ合衆国ミシシッピ州）で『Southern Entertainment Awards 2007』の授賞式が開催され、日本人DJのDJプリンセス・カットがアジア人初の年間最優秀女性DJに選ばれた。1月31日、RHYMESTERがベストアルバム『メイドインジャパン〜THE BEST OF RHYMESTER〜』を発売し、オリコンチャート6位を記録する。3月31日にはKING OF STAGE VOL.7 を日本武道館で開催する。18年間の活動で共演してきたキングギドラ、ゴスペラーズ、横山剣、SUPER BUTTER DOG、Scoobie Do、Wack Wack Rhythm Band等のアーティストが出演した。3月21日、THA BLUE HERBが5枚目のシングル「PHASE 3」を発売し、オリコンインディーズチャート週間1位を記録する。3月、ヒップホップ専門誌「blast」が廃刊。7月、日本初となるジャパニーズHIP HOP専門ダウンロードサイト「HIPHOP-DL」が開設。8月15日、相模原市を拠点に活動するSD JUNKSTAのリーダー、NORIKIYOが1枚目のアルバム『EXIT』を発売する。10月17日、SEEDAがアルバム『街風』でエグジットチューンズよりメジャーデビュー。10月24日、ノリアキが1枚目のアルバム『This is da Music.』を発売する。TBS系列『リンカーン』のコーナー「世界ウルリン滞在記」に、練マザファッカーのD.O、bay4k、D-Ask、SHIZOO等が出演。中川家・剛にラップを指南した。D.Oは会話の語尾に毎回『メーン』と発言。
2008年9月17日、ZEEBRAが音楽活動20周年を記念したベストアルバム『The Anthology』を発売。11月1日には「ZEEBRA 20th Anniversary The Live Animal in BUDOKAN」を開催し、DEV LARGE以外の全員による「証言」等も披露された。10月4日、B.I.G.JOEが2009年の服役終了に先駆け、アルバム『COME CLEAN』を発売。
2009年2月18日、PSGのメンバー、S.L.A.C.K.が『My Space』を発表する。10月9日、東京板橋区のヒップホップグループ、PSGが『David』を発表する。収録曲「かみさま」のMVが話題となる。練マザファッカーのメンバーでCD販売店「BOOT STREET」のアルバイトの男が、同店の店舗にて大麻を売ったとされる大麻譲渡事件に関連し、D.Oが実質的に経営する会社・D.Officeに家宅捜索が入り、練マザファッカーのメンバー・PIT GObが大相撲力士・若麒麟真一と共に大麻取締法違反（所持）容疑で逮捕され、後にD.Oも麻薬取締法（コカイン所持・使用）違反容疑で逮捕された。この事件は、大相撲力士が逮捕されたこともありテレビなどのメディアで大きく取り上げられ、D.OやPIT GObも写真付きで報道された。彼らが大麻の使用や麻薬の売買などの犯罪行為を歌う、所謂ギャングスタ・ラッパーだった事もあり、メディアからのバッシングを受けた。
SEEDAとOKIがTERIYAKI BOYZへのディスソングを発表。その後TERIYAKI BOYZに属するVERBALが自身のポッドキャスト番組にSEEDAを招き、話し合いが行われた。さらに、MSCのGUNNIESがSEEDAに対するディスソングを発表。これに対しSEEDAもブログでアンサーソングを発表した。この一連のビーフをTERIYAKI BEEFと呼ぶ。Amebreakはこれを「一連のディス曲に関する是非はともかく、日本語ラップに関するビーフがここまでスピーディに展開するようになったのは特筆すべき事実」とした。
Da.Me.Recordsに所属していたCOMA-CHI、TARO SOUL、KEN THE 390がそれぞれメジャーデビューする。KEN THE 390は青山テルマと「届けたい… feat.KEN THE 390/このまま ずっと」で共演し、『ミュージックステーション』にも出演する。7月15日、新潟のHilcrhymeがシングル「純也と真菜実」でUNIVERSAL MUSICよりメジャーデビュー。9月30日には2枚目のシングル「春夏秋冬」を発売し、オリコンチャートでデイリー1位を記録。

### 2010年代前半
2010年4月2日、PヴァインBOOKsより『ラップのことば』が出版される。サイプレス上野、宇多丸、般若等、15名のラッパーへのインタビューが収録された。後に『ラップのことば2』が発売される。7月14日、DJ HAZIMEによるMix CD『Manhattan Records The Exclusives Japanese Hip Hop Hits』が発売する。KREVA、DABO、ANARCKYによるコラボ曲「I REP」を収録。プロデュースはBach Logic。8月4日、神奈川県藤沢市のDINARY DELTA FORCEが1枚目のアルバム『SOUNDTRACK TO THE BEDTOWN』を発売する。10月20日、R-RATED RECORDSよりSKI BEATZプロデュースのコンプレーションアルバム『24 HOUR KARATE SCHOOL JAPAN』が発売される。本作の収録曲「24 BARS TO KILL」は、SKY-HIの「96 Bars To Kill」をはじめ、様々なアーティストによるリミックスがYouTube上にアップされた。
2011年1月23日、東京都のJCBホールで開催された「BBOY PARK冬の陣 MC BATTLE決勝大会」に、1999年 - 2001年にB-BOY PARKのMCバトルで3連覇を果たしたKREVAがゲストライブで参加した。2011年1月26日、名古屋のAK-69が『THE RED MAGIC』を発表する。アルバムの累計売上枚数は5万枚以上を突破。2月26日、KAMINARI-KAZOKU.がシングル「2U」を発売。不祥事により音楽活動からの引退を宣言していたメンバーYOU THE ROCK★へのメッセージソングである。4月30日、キングギドラが9年振りに再結成し、大阪城野外音楽堂で開催された東北地方太平洋沖地震チャリティーライブ「KEEP YOUR HEADS UP！」に出演する。5月19日、RAU DEFがZeebraを攻撃したと思われる楽曲「KILLIN EM!」を発表。翌日にはZeebraが「Die By The Beef」を発表し、ビーフに発展。この一件の後に女性ラップユニットのDiSが「DEAR BEEF」でRAU DEFを攻撃し、RAU DEFがアンサーソング「"Put It In Your Mouth" Freestyle」を発表している。6月2日、PSGのS.L.A.C.K、下北沢のDOWN NORTH CAMPに所属するISSUGI、BUDAMUNKからなるSICK TEAMがJazzy Sportsよりアルバムを発表する。国外からILLA J、DILATED PEOPLESのEVIDENCEが参加している。6月8日、キングギドラがグループ名の表記をKGDRに変更し、東北地方太平洋沖地震チャリーティーソング「アポカリプス ナウ」を配信。名古屋のHOME MADE 家族が『AKATUKI』を発表する。オリコンチャート最高24位をマークする。8月10日、DJ PMXが日本全国11都市計20名のラッパーがマイクリレーで参加した楽曲「4 My City Ⅱ」を配信限定シングルとして発売。2007年に発表された「4 My City」の続編楽曲である。11月11日、神奈川県で結成され、ハーフのメンバーを多く擁するSIMI LABが『Page 1 : ANATOMY OF INSANE』を発表する。その特異な音楽性はジャズミュージシャンの菊地成孔にも評価される。MACCHOのソロユニットとなっていたOZROSAURUSにDJ SN-Zが加入。同時にEMIミュージック・ジャパンと契約し、メジャーでの活動を再開する。11月23日、DJ HAZIMEによるMix CDの第2弾『Manhattan Records “The Exclusives”Japanese Hip Hop Hits2』が発売。MACCHO, NORIKIYO, 般若&DABOの「Beats & Rhyme」などを収録。
2012年3月7日、SALUが1枚目のアルバム『IN MY SHOES』を発売。BACHLOGICが始動させたレーベル、ONE YEAR WAR MUSICの第1弾リリースとなった。5月30日、NITRO MICROPHONE UNDERGROUNDが「"NITRO MICROPHONE UNDERGROUND" LIVE DVD 10-11」の発売を最後に活動を休止する。7月14日、TBS系列で放送された『CDTVスペシャル!夏フェス2012』にRHYMESTERが出演し、地上波で初めてライブを披露する。7月23日、お笑い芸人の小籔千豊とヒップホップMCでもある俳優の真木蔵人がMCを務めるBSスカパー!のバラエティー番組『BAZOOKA!!!』で第1回高校生RAP選手権が放送される。審査員はZeebra、DABO、SIMONが担当。以後、番組コーナーのシリーズとして制作され、第3回以降は番組のイベントとして開催。イベント内では日本のヒップホップアーティストがライブゲストとして呼ばれ、ライブも行っている。9月5日、AKLOがソロとして1枚目のアルバム『THE PACKAGE』を発売。
2013年2月12日、東京の3人組ユニット、Fla$hBackSが『FL$8KS』が発表する。新世代として注目される。その後、メンバーのソロアルバムが発売。Febbのアルバムに関してはD.Lが「ここ10年で最高のラップアルバム」と評価している。4月26日、風営法問題を取り扱う「クラブとクラブカルチャーを守る会」が発足。ZEEBRA、ダースレイダー、須永辰緒らがメンバーとして参加。渋谷区円山町の清掃活動を定期的に行っている。5月30日、ラッパーのKOHHがタレントの高田純次をテーマにした曲、『JUNJI TAKADA』をYouTubeにて発表。話題となり、高田純次本人のラジオ『高田純次 毎日がパラダイス』でも取り上げられる。8月7日、AAAのSKY-HIがavex traxよりシングル「愛ブルーム/RULE」を発売し、メジャーデビュー。同年のB-BOY PARKにも出演。10月17日、渋谷 clubasiaでMAKI THE MAGIC R.I.P PARTY『MAGIC FOREVER』が開催される。CQとDEV LARGEによる「人間発電所」や、RHYMESTERによる「B-BOYイズム」などが披露された。もともとDEV LARGEの出演予定はながったが、イベント前に偶然会ったK DUB SHINEに誘われ、急遽出演することとなった。この2人はかつてビーフ騒動があったが、この日を機に和解している。アーティスト活動25周年を迎えたZeebraが、11月20日に8thアルバム『25 To Life』、12月25日に過去の客演作品を収録したボックス『100 Feat. 〜 Zeebra 25th Anniversary Box 〜』を発売。12月30日、妄想族が新曲「塗りつぶせ」を発表し、活動を再開。
2014年、avexがヒップホップ専門レーベル「CLOUD 9 CLIQUE」を設立。ANARCHYが第1弾アーティストとして契約を結び、メジャーデビュー。ZeebraがEGO、2WIN、SHOW GUN擁する新レーベル「GRAND MASTER」を設立。MC漢率いる「9sari group」と、ダースレイダーが代表に就任した「ブラックスワン」が、「9SARI OFFICE」を新設する。4月16日、ZONE THE DARKNESSがZORNに名義を改めて昭和レコードからアルバム『サードチルドレン』を発売。7月、SOUL'd OUTが解散。大阪府出身のR-指定がULTIMATE MC BATTLE2014の大阪予選で5連覇を達成。本戦の全国大会でも優勝を果たし、大会史上初の3連覇を成し遂げる。6月17日、DOBERMAN INCが「VOCAL BATTLE AUDITION 4」のファイナリストであるKAZUKIの加入と、DOBERMAN INFINITYへの改名を発表、更には6月24日にはSWAYが加入し、正式に再始動する。

### 2010年代後半
2015年5月4日、D.Lと改名していたDev Largeが逝去。SNSを通じて、OKAMOTO'Sのハマ・オカモト、俳優の浅野忠信、シンガーの清水翔太など、ヒップホップシーンの外からも追悼コメントが発表された。5月10日、お台場野外特設会場にてRHYMESTER主催の野外フェス「人間交差点」が開催。初年度となる2015年はKGDR、スチャダラパーといった同世代のヒップホップグループのほかスガシカオ、10-FEETなどが出演。6月29日、漢 a.k.a GAMIが自身の半生を記した『ヒップホップ・ドリーム』を河出書房新社より刊行する。OZROSAURUSがニューメタルバンド、山嵐などのメンバーが加入し、6人組のバンドとなる。また、「GRAND MASTER」に移籍。8月7日、ラッパーの般若が自身のブログのラップ音源でRHYMESTERの宇多丸をDIS。翌日、宇多丸が自身のラジオ番組『ライムスター宇多丸のウィークエンド・シャッフル』でこの件について触れる。翌週8月14日の般若のブログのラップ音源ではKダブシャインをDISし、翌日8月15日に行われたZeebraが主催する夏フェスイベント「SUMMER BOMB」では出演の時間帯はそれぞれ異なるが、宇多丸、Kダブシャイン、般若が揃い踏みした。Kダブシャインは録音された般若に対するアンサーソングを披露し、般若はKダブシャインに宛てた手紙を朗読した。9月23日、新宿ReNYにてUMB2015 GRAND CHAMPIONSHIP FINAL（現在のKING OF KINGS）の決勝大会を開催。9月30日深夜、テレビ朝日系列からフリースタイルバトルをテーマにした番組『フリースタイルダンジョン』が放映開始。般若、漢 a.k.a. GAMI、サイプレス上野、R-指定、T-PABLOWと出場者が対戦する。MCはZEEBRA、進行はUZIが勤める。審査員はいとうせいこう等らが参加。番組のテーマ曲はSKY-HIが出掛けている。10月14日、THA BLUE HERBのtha BOSSが、自身初となるソロアルバム『IN THE NAME OF HIPHOP』を発売する。客演としてB.I.G.JOE、BUPPON、ELIAS、YOU THE ROCK★、YUKSTA-ILL、田我流(stillichimiya)らが参加。なお、かつてTHA BLUE HERBの楽曲『Sweet Little Dis』でYOU THE ROCK★をDisしていたが、今回初の共演となった。
2016年5月18日深夜、テレビ番組『フリースタイルダンジョン』の番組内で般若がKREVAに名指しで宣戦布告をする。6月8日、KREVAがLINE LIVEで放送されている番組『さしめし』に出演し、番組内にて披露した未公開のラップが般若に対するアンサーソングではないかと推測されたが、本人が自身のTwitterで否定すると同時に『フリースタイルダンジョン』への出演は今後ないことを断言した。
6月4日と5日、JR新宿駅東口の駅前で無料の屋外ヒップホップイベント「TOHYO CYPHER」を開催。このイベントは2016年夏より施行される18歳選挙権の周知キャンペーンとして、東京都選挙管理委員会が行っている「TOHYO都」の一環として企画された。進行をUZIが務め、般若、KEN THE 390、ACE、サイプレス上野とロベルト吉野、鎮座DOPENESSなどが出演。ライブの他MCバトルなども行われた。
2016年7月10日、ヒップホップイベント「さんピンCAMP20」が日比谷野外大音楽堂にて開催された。このイベントでNITRO MICROPHONE UNDERGROUNDが5年ぶりに勢揃いした。
HOME MADE 家族が2016年内をもって、無期限活動休止を発表。
2017年3月29日にラッパ我リヤが8年ぶりにアルバム『ULTRA HARD』を発売。収録曲「my way」でDragon Ashの降谷建志（kj）と17年ぶりにコラボし話題を呼ぶ。4月1日、株式会社グローバル・ハーツとZeebraがタッグを組み、インターネットラジオ局「WREP」を開局。これは日本で初のヒップホップ専門チャンネルである。6月16日放送の音楽番組『ミュージックステーション』に、『フリースタイルダンジョン』に出演するCHICO CARLITO、DOTAMA、T-PABLOW、R-指定、サイプレス上野、漢 a.k.a GAMI、般若が「Dungeon Monsters」として出演し、番組のトリを飾った。『フリースタイルダンジョン』の司会を務めるZeebraも出演し、歌唱前のトークでは同番組とフリースタイルバトルの盛り上がりをタモリに説明した。第一線で活躍するラッパーが集結し、『ミュージックステーション』のトリを飾ったこの出演は「ヒップホップに新たな歴史」、「革命的な放送」 と音楽メディアに好意的に取り上げられた。
ファンタ、ケンタッキー、氷結など、コマーシャルでラップを起用する企業が増える。『ZIP!』や『スッキリ!!』、『ニュース シブ5時』などの情報番組でも日本でのラップブームとして特集された。フリースタイルラップが再注目されるなど、雑誌メディアにも取り上げられた。
2017年6月18日、2004年を最後に活動を休止していたKICK THE CAN CREWが14年ぶりの新楽曲「千％」を公開、併せて同じく14年ぶりのニューアルバムの発売、更には日本武道館での「復活祭」の開催及び13年ぶりの全国ツアーも開催した。
2017年11月1日、SEEDAらが主宰のインタビューメディア「ニートtokyo」がYouTubeで公開が始まった。合成撮影用のグリーンバックを背に、ラッパーやダンサー、ヒップホップ好きなお笑い芸人やヒップホップ関係者が淡々と質問に対し一問一答するという内容である。
2018年1月15日、UZIが東京都内の自宅で乾燥大麻600グラムを所持していた大麻取締法違反の現行犯で逮捕されていたことが発覚。出演していた1月17日未明（16日深夜）放送のテレビ朝日『フリースタイルダンジョン』は地上波分については総集編に差し替えられ、インターネットテレビ放送「AbemaTV」での配信が中止に。その後5月22日に東京地方裁判所は懲役3年、執行猶予5年（求刑懲役3年）の有罪判決を言い渡した。
2018年2月9日、フォトグラファーであるcherry chill will.による初の写真集『RUFF, RUGGED-N-RAW The Japanese Hip Hop Photographs ジャパニーズ・ヒップホップ写真集』が発売。ラッパーやDJなどの写真を60組以上掲載された。
2018年6月15日ANARCHYが新レーベル「ONEPERCENT」の設立を発表。第一弾アーティストとしてWILYWNKAのシングル『Rapper's Flow』を配信でリリースした。
2019年3月18日、BAD HOPのYZERRがソロ・アルバム『Rich or Die』を配信でリリース。2019年4月1日付のBillboard JAPANダウンロード・アルバム・チャートでは首位を獲得。
2019年9月28日、ロンドンで開催された「DMC WORLD DJ CHAMPIONSHIPS 2019」にCreepy NutsのDJ松永が日本代表としてバトル部門に出場し、ディフェンディングチャンピオンのK-Swizzに勝利し優勝した。
2019年10月17日、テレビ朝日系列のバラエティー番組『アメトーーク!』にてラップ大好き芸人が放送された。放送内では礎が築かれた黎明期、フリースタイルバトルが流行り始めた成長期、新星たちがひしめく現在の3つに分けて日本語ラップの歴史が紹介された他、バイブス感じろ!!ラップバトルと題したコーナーなどが設けられた。
2019年11月15日、BAD HOPが多数の海外プロデューサーを迎えて制作されたミニアルバム『Lift Off』を配信。その後、2020年3月1日に横浜アリーナでワンマンライブ「BAD HOP WORLD 2020」を開催することを発表した。
2019年12月19日の夜、神奈川県川崎市幸区で同級生とラップバトルをしていた16歳の少年が負けた罰ゲームで橋脚から約5メートル下の多摩川に下着姿で飛び込み死亡する事件が発生した。この事件を受け、Zeebraが「もう若いラッパーが死ぬのを見たくありません」とコメントを残している。

### 2020年代前半
2020年3月1日に横浜アリーナで開催予定だったBAD HOPのワンマンライブ「BAD HOP WORLD 2020」が新型コロナウイルス感染の拡大による政府の大規模なイベントの自粛要請で開催が困難となり、3月1日に本番同様のステージセットで無観客ライブを横浜アリーナで行い、その模様をYouTubeで生配信した。3月末、新型コロナウイルス感染の拡大による外出自粛を受け、ラッパーのリッチ・ブライアンがTERIYAKI BOYZの楽曲「TOKYO DRIFT(FAST & FURIOUS) 」をビートジャックする企画「TOKYO DRIFT FREESTYLE」をYouTubeに公開。ANARCHY、Awich、JP THE WAVY、SWAY、Leon Fanourakisなどといったラッパーを始めとしたアーティストが参加。タレントの重盛さと美が重盛さと美feat.友達として参加した事でも話題を呼ぶ。4月9日、ZORNがANARCHYを客演に迎えた「No Pain No Gain feat. ANARCHY」を配信でリリース。2020年4月9日付のオリコンデイリーデジタルシングルランキングでは1位を獲得している。4月12日、新型コロナウイルス感染の拡大による外出自粛を受け、音楽グループのSEKAI NO OWARIのFukaseが楽曲「the days」を公開し、Instagramでマイクリレーを行う。この企画をFukaseが相談したSKY-HIがマイクを繋ぎ、ちゃんみな、AK-69らが参加。同じ時期にAK-69も医療従事者への感謝と自粛中の人々へのメッセージを乗せたラップリレーをInsgtagramで行っている。5月5日、KEMURI PRODUCTIONSのYouTube公式チャンネルにて1995年に発売されたLAMP EYEの楽曲「証言」のミュージックビデオが公開された。5月7日、漢 a.k.a.GAMIが大麻取締法違反容疑で現行犯逮捕されていたことが発覚。これを受け、審査員としてレギュラー出演していた『フリースタイルダンジョン』の5月12日の放送回から出演が見送りとなった。6月24日、2015年より放送されていた『フリースタイルダンジョン』が6月30日の放送分をもち終了することが発表され、約5年の放送で幕を閉じることとなる。併せて7月7日より同放送枠にて次番組の『フリースタイルティーチャー』の放送開始を発表。MCはフリースタイルダンジョンに続きZeebraが務め、Zeebraに加え女性シンガーの青山テルマもMCを務める。9月1日、ヒップホップ情報サイトの「Amebreak」(2007年運営開始）が、株式会社AbemaTVの運営する「ABEMA HIPHOP TIMES」に統合する形でサービスの終了が発表された。10月28日、ZORNが昭和レコードを脱退し初のアルバム『新小岩』を発売。Billboard Japan Hot Albumsで総合アルバム首位を獲得した。10月30日、日本初のヒップホップ専門メジャーレーベル「Future Shock」の設立者である市村康朗が自伝的小説「スカイ・イズ・ザ・リミット ラッパーでもDJでもダンサーでもない僕の生きたヒップホップ」を発売。11月11・12日、Creepy Nutsがキャリア初の日本武道館単独公演を敢行。
2021年1月、ビルボードチャートのR&B/HIP HOP部門でLil Durkのアルバム『The Voice』が1位を記録。アルバムからの先行シングルでもある表題曲「The Voice」のプロデューサーに当時茨城県在住のTRILL DYNASTYが参加し、アメリカのビルボードR&B/HIP HOPアルバムチャート首位の作品をプロデューサーとして手掛けた初の日本人となった。6月17日、映画『ワイルド・スピード/ジェットブレイク』サウンドトラック『F9』が発売され、JP THE WAVYが唯一のアジア人として楽曲「Bushido」に参加。ワイルド・スピードのサウンドトラックへの日本人ラッパーの楽曲参加は2006年に発売された第3作『ワイルド・スピードX3 TOKYO DRIFT』以来15年ぶりとなった。8月8日、2020年東京オリンピックの閉会式が行われ、この閉会式にDJ松永が登場しDJのソロパフォーマンスを行った。8月9日、NHKのYouTube公式チャンネルにMummy-D、Awich、ZORNがマイクリレーする動画「Wonder Infinity」が公開。NHKによる2020年東京パラリンピックの応援企画で制作された。8月28日・29日、日本でも最大級とされるヒップホップ及びR&Bの野外イベントとされるNAMIMONOGATARIを愛知県国際展示場で2年ぶりに開催し約8000人が集まったが、新型コロナウイルスの感染対策が徹底されず、酒類なども販売したことから「密」フェスなどと揶揄さえ批判を受ける。これを受け、このイベントに出演したZeebraやAK-69らが謝罪した。8月29日、週刊文春オンラインが公開した記事により、ビートメーカーのMURVSAKIが2020年11月に監護者わいせつ罪で逮捕されていたことが明らかとなった。9月15日、ストリーミングサービスのSpotifyが、日本のヒップホップカルチャーを発信する新たなプレイリスト「+81 Connectを公開。これまで公開されていたプレイリスト「New Era: J-Hip-Hop」をリブランドしたもの。
2022年1月8日、ラップ、ブレイクダンスなどといったヒップホップ文化の「学校」が石川県金沢市の金沢21世紀美術館の展示室に約1か月限定で開設された。4月15日、RIP SLYMEがRYO-Z、ILMARI、DJ FUMIYAの3人体制で活動を再開。2022年5月21日 - 5月22日、千葉県の幕張メッセ国際展示場9 - 11ホールにて、“2020年代のポップカルチャーとしてのヒップホップ”をテーマにしたヒップホップフェスティバル「POP YOURS」を初開催。37組のヒップホップアーティストと数多くのゲストが出演した。7月には、東急エージェンシー関西支社が制作したACジャパンのCM作品「寛容ラップ」が話題となった。コンビニ のレジにおいてラッパーの呂布カルマが高齢女性に対して会計に時間がかかっていることをディスるのではなく、励ます内容であり、Twitter等のSNS上で人気になった。企画者は、「テレビ離れが問題となっている中、若者にも届いてほしい。」との思いでラップを取り入れたとしている。8月31日、日本の6つのMCバトル団体が選抜したMCによるバトルイベント『BATTLE SUMMIT』を日本武道館で開催。MCバトル初参戦の釈迦坊主や個人でのMCバトルは初参戦となるZeebraなど、全20名のラッパーが出場。また、このイベント内で新たなMCバトルのプロジェクト『フリースタイルリーグ』（略称FSL）が発表された。9月20日、ライターで批評家の韻踏み夫がイースト・プレスより日本語ラップの入門書とされる『日本語ラップ名盤100』を刊行した。10月23日、国立代々木競技場 第一体育館でヒップホップ・フェスティバル、『THE HOPE』の1回目を開催。10月28日、キングギドラが『THE FIRST TAKE』に登場し、2002年の楽曲「UNSTOPPABLE」を披露。更には11月9日の『THE FIRST TAKE』にも再登場し、LUNA SEAのSUGIZOがギターで参加した新曲「Rising Hell」を披露。
2023年1月19日、ZORNが情報番組『スッキリ』に出演。5月14日、国立競技場で開催されたJリーグ30周年記念スペシャルマッチの鹿島アントラーズと名古屋グランパスの試合開始前のオープニングセレモニーにZORNが参加。RADWIMPSと共に制作したJリーグ30周年のアンセムとなる「大団円 feat.ZORN」をRADWIMPSと披露した。2023年6月10日、2023年4月12日にリリースされたYOASOBIの「アイドル」が、米ビルボード・グローバル・チャート“Global Excl. U.S.”で日本語曲としては初の首位を獲得した。本作は海外売出戦略として世界的な主流ジャンルであるヒップホップを軸としている。7月28日、キングギドラが事前予告なしに「真実のウィルス」、「HipHopia」の2作品を配信にて同時にリリース。9月8日、この日発売された『POPEYE』2023年10月号よりZORNによるエッセイ「DOWNTOWN BOY」の連載が開始。9月17日、同年6月に出所した岡山県のラッパー、紅桜に密着した『ドキュメンタリー「解放区」』が放送された。12月1日、舐達麻がシングル「FEEL OR BEEF BADPOP IS DEAD」を配信でリリース。この楽曲はBAD HOPに対するディスソングとされており、同年10月22日に愛知県で開催されたヒップホップフェス『AH1』の会場にてBAD HOPのメンバーであるYZERRが舐達麻のメンバーであるBADSAIKUSHと接触し乱闘騒ぎが発生していた。
2024年1月7日、Creepy Nutsが配信シングル「Bling-Bang-Bang-Born」をリリース。日本国内でのヒットの他、海外各国のiTunesヒップホップチャートで1位を獲得した。本楽曲はテレビアニメ『マッシュル-MASHLE-』第2期「神覚者候補選抜試験編」のオープニングテーマとして起用されていた。1月19日、JP THE WAVYか全曲をプロデュースしたPSYCHIC FEVER from EXILE TRIBEのミニ・アルバム『99.9 Psychic Radio』が配信でリリースされる。リード曲「Just Like Dat」には自身も客演で参加。『ミュージックステーション』でも披露した。2月13日、KOHHとしての活動を引退していた千葉雄喜が「チーム友達」を配信でリリース。後にYoung CocoとJin Doggが参加した「チーム友達 (Remix)」が公開された他、リリースパーティではZORN制作のヴァースも披露された。2月18日、JDSF第5回全日本ブレイキン選手権（DAY2）内で、DA PUMPと公益社団法人日本ダンススポーツ連盟ブレイクダンス本部が共同制作したJDSFブレイキンアンセムソング「Pump It Up!」が公開される。この楽曲にはラッパーのTAKUMA THE GREATが客演で参加しており、後にシングルとしてリリースされ、『ミュージックステーション』、『2024 FNS歌謡祭 夏』などでも披露した。2月19日、BAD HOPが日本のヒップホップアーティストとしては初となる東京ドームでの単独ライブを開催し、解散した。4月18日、漢 a.k.a. GAMIが扁平上皮癌を公表し、2か月間の活動休止を発表。7月3日、ALIが般若、MaRIとともに情報番組『DayDay.』に出演。テレビアニメ『ザ・ファブル』の第1クールのオープニングテーマである「Professionalism feat. 般若」と、第2クールのエンディングテーマである「BEYOND feat. MaRI」を生披露した。8月14日、代々木第一体育館にてMCバトルイベント『BATTLE SUMMIT II』が開催され、2008年の『ULTIMATE MC BATTLE』以来となるトーナメント型MCバトルに出場した般若が優勝した。9月12日（日本時間）、アメリカ・ニューヨーク州のUBSアリーナで開催された『2024 MTV Video Music Awards』でのメーガン・ザ・スタリオンのステージに千葉雄喜がサプライズで登場し、コラボレーション楽曲「Mamushi feat. Yuki Chiba」を披露。MTV Video Music Awardsメインショーのステージに立った史上初の日本人アーティストとなった。

### 2020年代後半
2025年4月4日、RYO-Z、ILMARI、DJ FUMIYAの3人で活動を行っていたRIP SLYMEが、PES、SUを加えた5人体制で活動を再開することを発表。5月21日、『MUSIC AWARDS JAPAN 2025』の各部門表彰が発表され、前年1月に配信リリースされたCreepy Nutsの「Bling-Bang-Bang-Born」が最優秀ジャパニーズソング賞などを受賞し、最多7冠を達成。メンバーのR-指定は「（中略）ヒップホップがこういうことになるとは思っていなかった。」とコメントを残した。6月20日、NENEが「OWARI」のミュージック・ビデオを公開。公開された楽曲内ではちゃんみな、SKY-HI、BMSGを名指しで攻撃した。このビデオの公開から5日後の6月25日、SKY-HIがこの楽曲へのアンサーソングとなる「0623FreeStyle」をYouTubeに公開した。

## 代表的なアーティスト

### 日本武道館
これまでに日本武道館で単独のコンサートを行った日本のヒップホップアーティスト一覧。
- RIP SLYME （2002年7月25日[156]、2004年12月26日・27日・28日、2008年1月2日・3日・4日[157]、2009年7月21日・22日[158]、2011年7月12日・13日[159]、2016年1月10日[160]）
- KICK THE CAN CREW （2002年11月30日[161]、2018年9月1日[162]）
- m-flo （2005年11月2日）
- KREVA （2006年4月28日[163]、2010年10月13日&14日[164]、2014年9月7日[165]、2019年6月30日[166]、2023年9月15日[167]）
- RHYMESTER （2007年3月31日、2024年2月16日[168]）
- SOUL'd OUT （2007年4月27日）[169]
- SEAMO （2008年1月20日）[170]
- ZEEBRA （2008年11月1日）[171]
- HOME MADE 家族 （2009年1月11日）[172]
- AK-69 （2014年3月5日[173]、2017年10月18日[174]、2019年3月30日・31日[175]）
- Hilcrhyme （2014年9月6日）[176]
- SKY-HI （2017年5月2日・3日）[177]
- BAD HOP （2018年11月13日）[178]
- 般若 （2019年1月11日）[179]
- Creepy Nuts （2020年11月11日・12日、2022年11月5日）[180]
- ZORN （2021年1月24日）[181]
- ちゃんみな （2021年10月15日）[182]
- Awich （2022年3月14日）[183]
- KANDYTOWN （2023年3月8日）[184]
- Novel Core （2024年1月17日）[185]
- MC TYSON（2025年1月30日）[186]
- Red Eye（2025年2月5日）[187][188]
- GADORO （2025年3月6日）[189]
- LANA（2025年4月1日）[190]
- 千葉雄喜 （2025年7月3日）[191]
- DJ CHARI & DJ TATSUKI （2025年10月29日）

### 東京ドーム
これまでに東京ドームで単独のコンサートを行った日本のヒップホップアーティスト一覧。
- BAD HOP （2024年2月19日）[146]
- Creepy Nuts （2025年2月11日）[192]

### NHK紅白歌合戦
これまでに『NHK紅白歌合戦』に出演した日本のヒップホップアーティスト一覧。
- EAST END×YURI （1995年12月31日）[193]
- KICK THE CAN CREW （2002年12月31日）[194]
- nobodyknows+ （2004年12月31日）[35]
- m-flo loves Akiko Wada（2005年12月31日）[195]
- SEAMO （2006年12月31日）[40]
- KREVA （2021年12月31日）[注 6][196]
- ケツメイシ （2021年12月31日）[197]
- Creepy Nuts （2024年12月31日）[198]

### ダンサー
- ENGIN
- SHOW GUN

### グラフィティライター
- KAZZROCK
- TOMI-E
- TABOO1
- 鬼頭
- YOTTY

## 日本のヒップホップレーベル
| レーベル                 | 代表                                                   | 所属アーティスト | 過去の所属アーティスト | 備考                                                                     |
| ------------------------ | ------------------------------------------------------ | --- | --- | ------------------------------------------------------------------------ |
| CONNECTONE               | 高木亮                                                 | RHYMESTER SANABAGUN. | | JVCケンウッド・ビクターエンタテインメント内レーベル                      |
| Future Shock             | Brooklyn Yas                                           | | - Zeebra - OZROSAURUS - SOUL SCREAM - DJ PMX - 般若 - UZI - T.A.K THE RHYMEHEAD - AKEEM - OJ&ST - WORD SWINGAZなど | ポリスター内レーベルで、日本初とされるメジャー・ヒップホップ・レーベル。 |
| cutting edge             |                                                        | | - SHAKKAZOMBIE - BUDDHA BRAND - K DUB SHINE - YOU THE ROCK★ - DJ YUTAKA - MICADELIC - DELI - MIC BANDITZ - INDEMORAL - Heartsdales - XBS - AQUARIUS - DJ HAZIME - MURO - JHETT a.k.a.YAKKO for AQUARIUS - TEAM 44 BLOX - ASIAN2 - SoulJa - ECD | エイベックス・ミュージック・クリエイティヴ内レーベル                     |
| Major Force              | - 藤原ヒロシ - 高木完 - 屋敷豪太 - 工藤昌之 - 中西俊夫 | - 藤原ヒロシ - 高木完 - 屋敷豪太 - 工藤昌之 - 中西俊夫                                                                                                   | | ファイルレコード内レーベル                                               |
| EL DORADO RECORDS        | DEV LARGE                                              | | - SUIKEN - LUNCH TIME SPEAX - G.K.MARYAN - Flick - Fusion Core |                                                                          |
| Def Jam Recordings       |                                                        | - AK-69 - SWAY | - DABO - S-WORD - SPHERE of INFLUENCE - TOKONA-X - TERIYAKI BOYZ - SoulJa | ユニバーサルミュージック (日本)傘下のレーベル。                          |
| THA BLUE HERB RECORDINGS | ザ ブルーハーブ                                        | | |                                                                          |
| BLACK SMOKER RECORDS     | THINK TANK                                             | | |                                                                          |
| dogear Records           | Mr.PUG                                                 | - MONJU（仙人掌、ISSUGI、Mr.PUG、16FLIP） - HAKUCHUMU - QROIX - TAMU - KID FRESINO - OYG - BudaMunk - DJ SCRATCH NICE - DJ YODEL - CENJU                 | 5lack |                                                                          |
| Libra Records            | 西原慶祐                                               | - YAMAZIN - AXIS | - MSC - SHINGO☆西成 - R-指定 - 晋平太 |                                                                          |
| Jazzy Sport              | 小林雅也 (Masaya Fantasista)                           | - GAGLE - STAX GROOVE - grooveman Spot - cro-magnon - 有坂美香 - BudaMunk - 三宅洋平                                                                     | |                                                                          |
| Da.Me.Records            | ダースレイダー                                         | | - 環ROY - KEN THE 390 - TARO SOUL - COMA-CHI |                                                                          |
| 術ノ穴                   | Fragment                                               | - DOTAMA - 泉まくら - MACKA-CHIN - DALLJUB STEP CLUB - エンヤサン - City Your City - ANIMAL HACK - 野崎りこん - バクバクドキン - KMC - キリコ - Quviokal | - 環ROY - 空也MC - ogiyy - BOSA2 |                                                                          |
| R-RATED RECORDS          | RYUZO                                                  | - LA BONO CAPO - RUFF NECK - DJ LEAD - GAZZILA - SMITH-CN - THUGMINATI                                                                                   | ANARCHY |                                                                          |
| D.OFFICE                 | D.O                                                    | 練マザファッカー | |                                                                          |
| 昭和レコード             | 般若                                                   | - 般若 - SHINGO☆西成 | ZORN |                                                                          |
| Gunsmith Production      | 318                                                    | - SQUASH SQUAD - KOHH - LIL KOHH | | 株式会社BM内のレーベル。                                                 |
| YINGYANG PRODUCTION      | YINGYANG                                               | - ISH-ONE - S7ICK CHICKs - A.M | |                                                                          |
| J.ACE LAVEL              | SIMON JAP                                              | | |                                                                          |
| DREAM BOY                | KEN THE 390                                            | - KEN THE 390 - Lick-G - YURIKA - KOPERU | KLOOZ |                                                                          |
| Queen's Room             | COMA-CHI                                               | | |                                                                          |
| MASTER OG                | G-MAN                                                  | UZI | |                                                                          |
| CLOUD 9 CLiQUE           |                                                        | | ANARCHY | エイベックス・ミュージック・クリエイティヴ内のヒップホップ専門レーベル。 |
| GRAND MASTER             | Zeebra                                                 | - ZEEBRA - EGO - 2WIN - SHOW GUN | - OZROSAURUS - Novel Core |                                                                          |
| 9SARI GROUP              | 漢 a.k.a GAMI                                          | - 漢 a.k.a GAMI - MASTER - D.O - HI-BULLET - DOGMA - LORD 8ERZ                                                                                           | | 株式会社鎖グループ内のレーベル。                                         |
| BLACK SWAN               | - 佐藤将（2011-2014） - ダースレイダー（2014-）        | - ダースレイダー - PONY - LIBRO - MSC | GOKU GREEN | 設立者である佐藤の死後、株式会社鎖グループ内のレーベルとなる。           |
| FOREMAN                  | DJ 琥珀                                                | | | 株式会社鎖グループ内のミックスレーベル。                                 |
| FEEL NO PAIN             | - DABO - JHETT a.k.a.YAKKO for AQUARIUS - DJ SAAT      | | |                                                                          |
| starplayers Records      | RHYMESTER                                              | RHYMESTER | | JVCケンウッド・ビクターエンタテインメント内のレーベル。                  |
| THE FOREFRONT RECORDS    |                                                        | - Y'S - BIG-T - 十影 - KUTS DA COYOTE | |                                                                          |
| FLY BOY RECORDS          | - KOWICHI - YOUNG HASTLE - DJ TY-KOH                   | - KOWICHI - YOUNG HASTLE - DJ TY-KOH - ZOT on the WAVE - RILY MAFFIA                                                                                     | |                                                                          |
| BULLMOOSE                | SKY-HI                                                 | - SKY-HI - Moro - RAU DEF | NIHA-C |                                                                          |
| SUMMIT                   | 増田 "takeyan" 岳哉                                    | - PSG - PUNPEE - SIMI LAB - THE OTOGIBANASHI'S - BLYY - C.O.S.A. - VaVa                                                                                  | - RAU DEF - QN |                                                                          |
| DRESS RECORDS            | TOC                                                    | | |                                                                          |
| 高田音楽制作事務所       | 5lack                                                  | 5lack | |                                                                          |
| 戦極CAICA                | MC正社員                                               | - アスベスト - mol53 - ACE - 田中光 | |                                                                          |
| 1% ONEPERCENT            | ANARCHY / Akira Fukuoka                                | - ANARCHY - WILYWNKA - Leon Fanourakis - YamieZimmer | |                                                                          |
| All My Homies            | ZORN                                                   | - ZORN - OZROSAURUS | |                                                                          |

## 日本のヒップホップに関連するメディア

### バラエティ番組
- 冗談画報 （1985年 - 1989年、フジテレビ）
  - いとうせいこう & TINNIE PUNX、President BPM、スチャダラパーが出演。
- おはようスタジオ （テレビ東京）
  - ブレイクダンスの教則ビデオ『HowToBreak Basic』、『HowToBreak Advance』を発表したダンスチーム「ファンキージャム」が1985年にレギュラー出演。
- 鶴ちゃんのプッツン5 （1986年 - 、日本テレビ） 
  - Dr.Tommy、DJ YUTAKAらが「HIP HOP天気予報」のコーナーにレギュラー出演。
- club DADA （1989年6月 - 1992年初頭、テレビ朝日）
  - タイトル変遷は「DADA L.M.D.」→「GROOVIN' SCENE DADA」→再び「DADA L.M.D.」→「club DADA」。
- 天才・たけしの元気が出るテレビ!! 「ダンス甲子園」 （1990年 - 1991年、日本テレビ）
- DANCE DANCE DANCE （1990年 - 1991年9月、フジテレビ）
- ファンキートマト 「YO!DEE-JAY」 （1991年、テレビ神奈川）
  - KRUSH POSSEやGAS BOYSが出演。
- DANCE DANCE DANCE HOUSE ENERGY （1991年10月 - 1992年3月、フジテレビ）
- そんなコロッケな!? （1991年10月17日 - 12月19日、TBS）
  - LL BROTHERSが毎回ダンスを披露。
- クラブCHR （1993年4月5日 - 1994年、テレビ神奈川）
  - 「NYラップトーク」というコーナーがあった。
- 浅草橋ヤング洋品店 （1994年、テレビ東京）
  - 「浅ヤンラップのど自慢」のコーナーにKAMINARI-KAZOKU.の前身である雷が登場。
- 寝ないで×××　DJ BATTLE （1996年2月、TBS）
  - Bro.KONEやDJ MASTERKEYらが出演。
- とんねるずの生でダラダラいかせて!! （1996年、日本テレビ）
  - Bro.KONE、DJ YUTAKA、久保田利伸、素人時代のAI、Grandmaster CAZ、DJ Hollywood、「ROCK STEADY CREW」のダンサーPEE WEE DANCE、「A.S.A.P. PRODUCTIONS」のクルーらが出演。NORI（木梨憲武）とBro.KONEによるヒップホップ演歌『ROMAN 〜HIP HOP REMIX〜』も制作。
- 真夜中の王国 （NHK-BS2）
  - 日本のヒップホップ特集が組まれた他、ブッダブランドやDJ KRUSHがゲスト出演。
- MTV Jams （MTVジャパン）
- Gパラダイス・RAVE2001 （1998年4月 - 2000年9月、テレビ東京） 2001年1月2日にもスペシャル版が放送された。
- FUTURE TRACKS （1998年4月 - 2002年3月、テレビ朝日）
- Bの流派 （2000年10月6日 - 2001年3月30日、テレビ東京）
- 流派-R （2001年4月6日 - 2013年3月29日、テレビ東京）
- MTV屋台! （2002年 - 2004年、MTVジャパン）
- 少年チャンプル （2004年4月6日 - 2005年7月5日、中京テレビ）
- FUTURE TRACKS→R （2006年4月6日 - 2011年12月22日、テレビ朝日）
- NIGHT CRUISING （2006年4月7日 - 2011年3月25日、テレビ大阪）
  - DJ BENKAYによる初の関西発信のHIP HOP番組
- スーパーチャンプル （2006年10月4日 - 2009年3月25日、中京テレビ）
- シュガーヒルストリート （2006年10月5日 - 2007年3月29日、日本テレビ） ZEEBRAが司会
- DANCE IN OSAKA （2007年4月15日 - 同年?月、サンテレビ）
- DANCE@TV （2009年10月 - 2014年3月25日、テレビ東京）
- B-TRIBE TV （2010年1月7日 - 、KBS京都）
- ヒップホップ・ジェネレーション 〜新世代J-RAPの息吹〜 （2011年4月2日、テレビ朝日）
- おはYo・Hiテンション! （2012年4月1日 - 2015年1月25日、千葉テレビ）
- BAZOOKA!!! 高校生RAP選手権 （2012年7月23日 - 、BSスカパー!）
- Eダンスアカデミー （2012年8月24日 - 、NHK教育テレビジョン）
- 踊RI場 （2012年10月7日 - 2013年3月31日、テレビ東京）
- 超流派 （2013年4月5日 - 2017年3月31日、テレビ東京）
- ごちそんぐDJ （2014年3月 - 、NHK Eテレ）
- フリースタイルダンジョン （2015年9月29日 - 2020年6月30日、テレビ朝日）
  - メインMC&オーガナイザー：ZEEBRA、進行&ナレーション：UZI → サイプレス上野。
- レペゼンLOCAL 〜地方創生×HIPHOP〜 （2016年12月 - 、TBS系列・JNN系列）
- NEWS RAP JAPAN （2017年2月5日 - 2019年3月28日、AbemaTV）
- ミュートマ2 wed （2017年4月5日 - 、テレビ神奈川） 毎週水曜がヒップホップ特集
- 流派-R SINCE2001 （2017年4月7日 - 、テレビ東京）
- ラップスタア誕生! （2017年5月5日 - 、AbemaTV）
- ヤングラップバトル 〜Bring The Beat!〜 （2018年9月28日、NHK）
- ハイスクールダンジョン （2020年2月28日 - 、AbemaTV）
- フリースタイルティーチャー （2020年7月7日 - 、テレビ朝日）
  - フリースタイルダンジョンの後継番組。
- 関ジャム 完全燃SHOW
  - ラップに関して番組で取り上げ、ZeebraやKREVAなどが過去にゲストで登場した[201]。2020年11月22日の放送回では、日本のヒップホップが特集された[202]。
- 激闘!ラップ甲子園への道 （2021年10月7日 - 、TOKYO MX1）
- HIPHOP MAGAZINE -THE HOPE-（2024年9月7日 - 、Abema）[203]

### テレビドラマ
- 先生のお気に入り （1991年6月28日 - 9月20日、TBS）
  - LL BROTHERSがダンス科の生徒役で出演
- SR サイタマノラッパー 〜マイクの細道〜 （2017年4月7日 - 6月23日、テレビ東京）
- ラッパーに噛まれたらラッパーになるドラマ （2019年7月12日・13日、テレビ朝日）
  - TKda黒ぶち、ACE、輪入道、lyrical school、木村昴も出演。
- 大豆田とわ子と三人の元夫 （2021年4月13日 - 、フジテレビ）
  - 主題歌をSTUTSが手掛け、STUTS & 松たか子 with 3exesの「Presence」が起用された。主題歌及びエンディング映像は毎回変わり、主題歌「Presence」に毎回違うゲストラッパーが参加。更にその回のドラマ本編にもカメオ出演した[204]。

### ラジオ
- MARUI 24CLUB （1986年、FM横浜）
- HIP HOP NIGHT FLIGHT （1995年9月17日 - 1998年5月、TOKYO FM）
  - パーソナリティはYOU THE ROCK★。
- Hip Hop Journey -Da Cypher- （1997年4月5日 - 2002年3月30日、J-WAVE）
  - パーソナリティはRIKO。
- SOUL TRAIN （1999年4月 - 2005年9月30日、J-WAVE）
  - パーソナリティはMC RYU。
- YOU THE ROCK★のザ・プロフェッショナルエンターテイナー （1999年10月 - 2002年9月23日、TOKYO FM）
- BEATS TO THE RHYME （1999年10月 - 2002年9月24日、TFM系全国27局ネット）
  - パーソナリティはZEEBRAとDJ KEN-BO。

### 映画
- ビッグマグナム 黒岩先生 （1984年）
  - Dr.Tommy率いるB-5 Crewがブレイクダンスシーンに登場。
- もうひとつの原宿物語 （1990年、SAMが出演）
- 中指姫 俺たちゃどうなる?（1993年、主演：バブルガム・ブラザーズ）
- ハートブレイカー 〜 弾丸より愛を込めて （1993年）
  - ダイアモンド・ユカイ他、博多や広島など西日本のダンスチームが出演し、オール博多ロケを敢行[205][206][207]。本作は当時の様々なストリートダンスをふんだんに散りばめて、ダンスバトルなどのヒップポップ・カルチャーの生の姿を撮影した[206]。また日本語でヒップポップを踊る"ということを明確に目標に掲げで制作されており、"ヒップポップの日本化"の先駆けとなった[206]。大ヒットには到らなかったものの"音楽ダンス映画"というジャンルを築いた[206]。本作は、その後ストリートダンス界でカルト映画化し、日本のダンサーは勿論、アンダーグランドであるアジアのストリートダンサーたちから熱い支持を受けた[206]。
- 'hood （1998年8月22日、日活）
- TOKYO G.P. （2001年）
  - ZEEBRAが主演したアクション映画。監督は『ヌードの夜』『GONIN』などの石井隆。
- 3on3 （2003年、主演：ラッパ我リヤ）
- ガチャポン （2004年9月18日） - 餓鬼レンジャーとラッパ我リヤも出演
- KAIKOO/邂逅 （2005年、監修：DJ BAKU）
  - 東京のインディペンデントシーンを追ったドキュメンタリー映画。
- TKO HIPHOP （2005年10月1日、アートポート）
- チェケラッチョ!! （2006年4月22日、東宝）
- SR サイタマノラッパーシリーズ （2009年、2010年、2012年）
  - 地方のラッパーを題材にした作品。RHYMESTERの宇多丸が自身のラジオ番組『ライムスター宇多丸のウィークエンド・シャッフル』内の映画批評コーナー「ザ・シネマ・ハスラー」で年間ベスト1位に選んだ。
- スリー☆ポイント 京都編 （2011年5月14日、監督：山本政志）
- SHAKE HANDS （2013年8月10日）
- TOKYO TRIBE （2014年）
  - 全編ラップがメインのミュージカル風になっており、主演のYOUNG DAISを筆頭にKOHH、D.O、漢 a.k.a. GAMIなどの多くのラッパーが出演した。
- DANCHI NO YUME （2014年）
  - 2007年から2008年のANARCHYの活動を追ったドキュメンタリー映画。
- Living Behavior 不可思議/wonderboy 人生の記録 （2015年2月24日）
- THE COCKPIT （2015年5月30日）
- 大和（カリフォルニア） （2018年4月7日、監督：宮崎大祐）
- WALKING MAN （2019年10月11日、エイベックス・ピクチャーズ、監督：ANARCHY）
- 花と雨 （2020年1月17日、原案：SEEDA）
- とんかつDJアゲ太郎 （2020年10月30日）
- 北新宿2055 （2022年、35mm白黒フィルム作品。漢 a.k.a. GAMI、D.Oなどが出演）

### アニメ
- とんかつDJアゲ太郎 （2016年4月10日 - 6月26日、TOKYO MX）
- 言霊少女 the Animation -Microphone soul spinners- （2020年1月11日 - 4月19日、SHOWROOM、YouTube Live）

### 雑誌
- blast （旧名：FRONT。1994年10月号 - 2007年5月号、シンコー・ミュージック・エンタテイメント）
- WOOFIN' （1997年 - 2017年2月号、シンコーミュージック・エンタテイメント）
- CLR （旧名：CUSTOM LOWRiDING。トランスワールドジャパン）
- 411 （ブレイン）

### 書籍
- 日本語ラップ名盤100 （2022年9月20日、イースト・プレス）[121]

### Webサイト
- Amebreak （サイバーエージェント、2007年 - 2020年）
- HIPHOP-DL （2007年 - ）
- ABEMA HIPHOP TIMES （ABEMA）